# Classique mondiale de baseball 2006
Navigation
2009

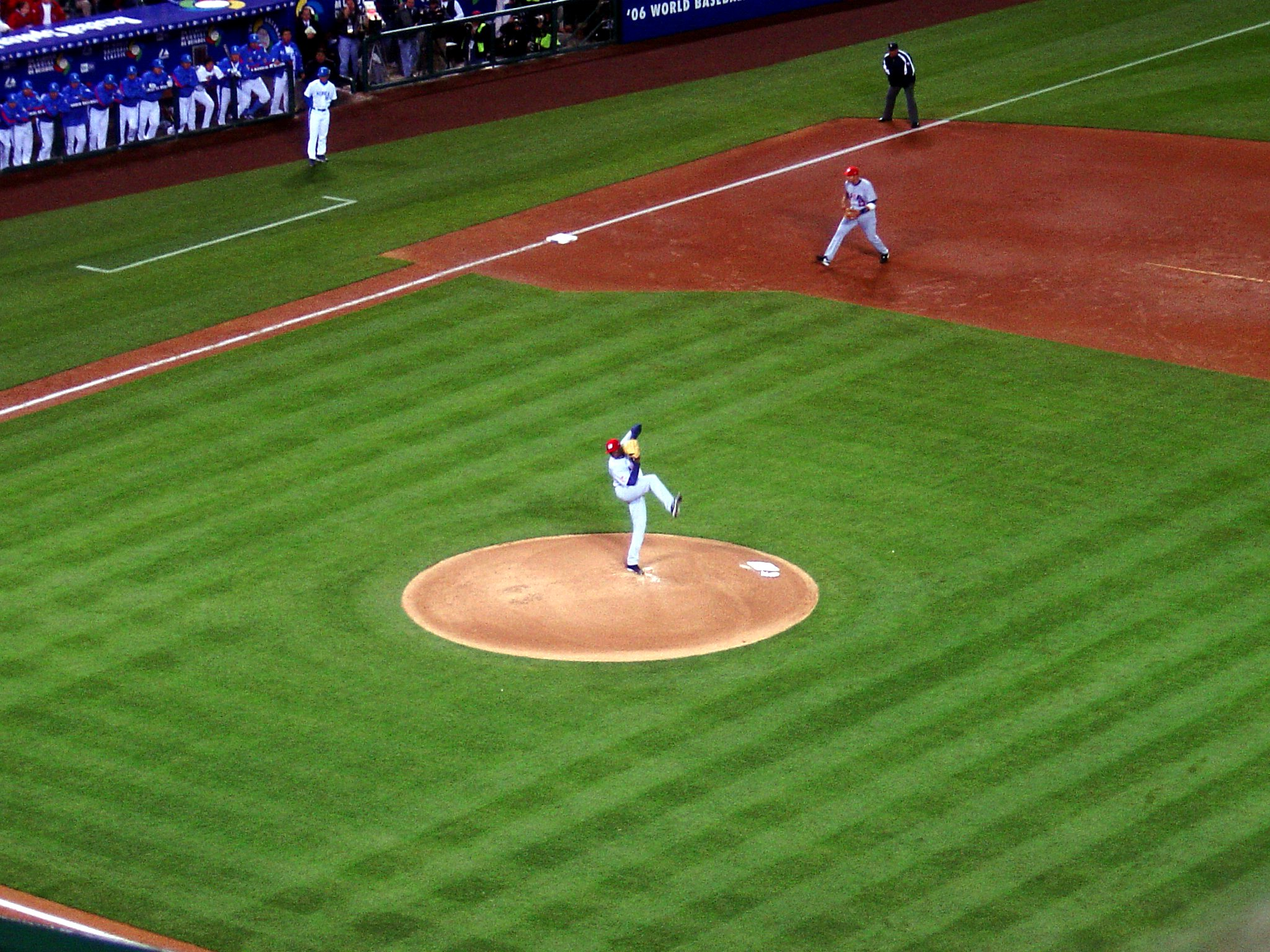
Match de la Classique mondiale de baseball à Anaheim

La Classique mondiale de baseball 2006 est une compétition mondiale de baseball qui se déroule tous les quatre ans. La première édition eu lieu du 3 mars 2006 au 20 mars 2006 aux États-Unis, au Japon et à Porto Rico. Seize équipes réparties en quatre groupes s'affrontaient :

## Composition des groupes
| Groupe A     | Groupe B       | Groupe C     | Groupe D         |
| ------------ | -------------- | ------------ | ---------------- |
| Chine        | Canada         | Cuba         | Australie        |
| Taïwan       | Mexique        | Pays-Bas     | Rép. dominicaine |
| Japon H      | Afrique du Sud | Panama       | Italie           |
| Corée du Sud | États-Unis H   | Porto Rico H | Venezuela        |

## 1ertour

### Poule A
| # | Nations      | J | V | D | PP | PC | DIFF | %     | GB |
| - | ------------ | - | - | - | -- | -- | ---- | ----- | -- |
| 1 | Corée du Sud | 3 | 3 | 0 | 15 | 3  | +12  | 1.000 | —  |
| 2 | Japon H      | 3 | 2 | 1 | 34 | 8  | +26  | .667  | 1  |
| 3 | Taïwan       | 3 | 1 | 2 | 15 | 19 | -4   | .333  | 2  |
| 4 | Chine        | 3 | 0 | 3 | 6  | 40 | -34  | .000  | 3  |

| Date        | Heure locale | Visiteur     | Score    | Hôte         | Stade      | Temps de jeu | Affluence |
| ----------- | ------------ | ------------ | -------- | ------------ | ---------- | ------------ | --------- |
| 3 mars 2006 | 11:30        | Corée du Sud | 2-0      | Taïwan       | Tokyo Dome | 3:19         | 5 193     |
| 3 mars 2006 | 18:30        | Japon        | 18-2 (8) | Chine        | Tokyo Dome | 3:04         | 15 869    |
| 4 mars 2006 | 11:00        | Chine        | 1-10     | Corée du Sud | Tokyo Dome | 2:52         | 3 925     |
| 4 mars 2006 | 18:00        | Japon        | 14-3 (7) | Taïwan       | Tokyo Dome | 3:10         | 31 047    |
| 5 mars 2006 | 11:00        | Taïwan       | 12-3     | Chine        | Tokyo Dome | 3:31         | 4 577     |
| 5 mars 2006 | 18:00        | Corée du Sud | 3-2      | Japon        | Tokyo Dome | 3:02         | 40 353    |

### Poule B
| # | Nations        | J | V | D | PP | PC | DIFF | %    | GB |
| - | -------------- | - | - | - | -- | -- | ---- | ---- | -- |
| 1 | Mexique        | 3 | 2 | 1 | 19 | 7  | +12  | .667 | —  |
| 2 | États-Unis H   | 3 | 2 | 1 | 25 | 8  | +17  | .667 | —  |
| 3 | Canada         | 3 | 2 | 1 | 20 | 23 | -3   | .667 | —  |
| 4 | Afrique du Sud | 3 | 0 | 3 | 12 | 38 | -26  | .000 | 2  |

| Date         | Heure locale | Visiteur       | Score    | Hôte           | Stade              | Temps de jeu | Affluence |
| ------------ | ------------ | -------------- | -------- | -------------- | ------------------ | ------------ | --------- |
| 7 mars 2006  | 14:00        | Mexique        | 0-2      | États-Unis     | Chase Field        | 2:06         | 32 727    |
| 7 mars 2006  | 19:00        | Canada         | 11-8     | Afrique du Sud | Scottsdale Stadium | 3:38         | 5 829     |
| 8 mars 2006  | 14:00        | Canada         | 8-6      | États-Unis     | Chase Field        | 3:02         | 16 993    |
| 8 mars 2006  | 19:00        | Afrique du Sud | 4-10     | Mexique        | Scottsdale Stadium | 3:17         | 7 937     |
| 9 mars 2006  | 18:00        | Mexique        | 9-1      | Canada         | Chase Field        | 3:00         | 15 744    |
| 10 mars 2006 | 13:00        | États-Unis     | 17-0 (5) | Afrique du Sud | Scottsdale Stadium | 1:47         | 11 975    |

### Poule C
| # | Nations      | J | V | D | PP | PC | DIFF | %     | GB |
| - | ------------ | - | - | - | -- | -- | ---- | ----- | -- |
| 1 | Porto Rico H | 3 | 3 | 0 | 22 | 6  | +16  | 1.000 | —  |
| 2 | Cuba         | 3 | 2 | 1 | 21 | 20 | +1   | .667  | 1  |
| 3 | Pays-Bas     | 3 | 1 | 2 | 15 | 19 | -4   | .333  | 2  |
| 4 | Panama       | 3 | 0 | 3 | 7  | 20 | -13  | .000  | 3  |

| Date         | Heure locale | Visiteur   | Score    | Hôte       | Stade                 | Temps de jeu | Affluence |
| ------------ | ------------ | ---------- | -------- | ---------- | --------------------- | ------------ | --------- |
| 7 mars 2006  | 20:00        | Panama     | 1-2      | Porto Rico | Hiram Bithorn Stadium | 2:47         | 19 043    |
| 8 mars 2006  | 14:00        | Cuba       | 8-6 (11) | Panama     | Hiram Bithorn Stadium | 4:11         | 6 129     |
| 8 mars 2006  | 20:30        | Porto Rico | 8-3      | Pays-Bas   | Hiram Bithorn Stadium | 3:29         | 15 570    |
| 9 mars 2006  | 20:00        | Cuba       | 11-2     | Pays-Bas   | Hiram Bithorn Stadium | 3:19         | 7 657     |
| 10 mars 2006 | 14:00        | Pays-Bas   | 10-0 (7) | Panama     | Hiram Bithorn Stadium | 2:18         | 6 337     |
| 10 mars 2006 | 20:30        | Porto Rico | 12-2 (7) | Cuba       | Hiram Bithorn Stadium | 3:01         | 19 736    |

### Poule D
| # | Nations          | J | V | D | PP | PC | DIFF | %     | GB |
| - | ---------------- | - | - | - | -- | -- | ---- | ----- | -- |
| 1 | Rép. dominicaine | 3 | 3 | 0 | 25 | 12 | -13  | 1.000 | —  |
| 2 | Venezuela        | 3 | 2 | 1 | 13 | 11 | +2   | .667  |    |
| 3 | Italie           | 3 | 1 | 2 | 13 | 14 | -1   | .333  |    |
| 4 | Australie        | 3 | 0 | 3 | 4  | 18 | -14  | .000  |    |

| Date         | Heure locale | Visiteur         | Score    | Hôte             | Stade                | Temps de jeu | Affluence |
| ------------ | ------------ | ---------------- | -------- | ---------------- | -------------------- | ------------ | --------- |
| 7 mars 2006  | 13:00        | Rép. dominicaine | 11-5     | Venezuela        | Cracker Jack Stadium | 3:16         | 10 645    |
| 7 mars 2006  | 20:00        | Australie        | 0-10 (7) | Italie           | Cracker Jack Stadium | 2:16         | 8 099     |
| 8 mars 2006  | 19:00        | Italie           | 0-6      | Venezuela        | Cracker Jack Stadium | 2:48         | 10 101    |
| 9 mars 2006  | 13:00        | Italie           | 3-8      | Rép. dominicaine | Cracker Jack Stadium | 2:39         | 9 949     |
| 9 mars 2006  | 20:00        | Venezuela        | 2-0      | Australie        | Cracker Jack Stadium | 2:45         | 10 111    |
| 10 mars 2006 | 19:00        | Australie        | 4-6      | Rép. dominicaine | Cracker Jack Stadium | 2:52         | 11 083    |

## 2etour

### Poule 1
| # | Nations      | J | V | D | PP | PC | DIFF | %     | GB |
| - | ------------ | - | - | - | -- | -- | ---- | ----- | -- |
| 1 | Corée du Sud | 3 | 3 | 0 | 11 | 5  | +6   | 1.000 | —  |
| 2 | Japon        | 3 | 1 | 2 | 10 | 7  | +3   | .333  | 2  |
| 3 | États-Unis H | 3 | 1 | 2 | 8  | 12 | -4   | .333  | 2  |
| 4 | Mexique      | 3 | 1 | 2 | 4  | 9  | -5   | .333  | 2  |

| Date         | Heure locale | Visiteur     | Score | Hôte         | Stade                    | Temps de jeu | Affluence |
| ------------ | ------------ | ------------ | ----- | ------------ | ------------------------ | ------------ | --------- |
| 12 mars 2006 | 13:00        | Japon        | 3-4   | États-Unis   | Angel Stadium of Anaheim | 3:09         | 32 896    |
| 12 mars 2006 | 20:00        | Mexique      | 1-2   | Corée du Sud | Angel Stadium of Anaheim | 2:57         | 42 979    |
| 13 mars 2006 | 19:00        | États-Unis   | 3-7   | Corée du Sud | Angel Stadium of Anaheim | 3:27         | 21 288    |
| 14 mars 2006 | 16:00        | Japon        | 6-1   | Mexique      | Angel Stadium of Anaheim | 2:36         | 16 591    |
| 15 mars 2006 | 19:00        | Corée du Sud | 2-1   | Japon        | Angel Stadium of Anaheim | 2:44         | 39 679    |
| 16 mars 2006 | 16:30        | États-Unis   | 1-2   | Mexique      | Angel Stadium of Anaheim | 2:50         | 38 284    |

### Poule 2
| # | Nations          | J | V | D | PP | PC | DIFF | %    | GB |
| - | ---------------- | - | - | - | -- | -- | ---- | ---- | -- |
| 1 | Rép. dominicaine | 3 | 2 | 1 | 10 | 11 | -1   | .667 | —  |
| 2 | Cuba             | 3 | 2 | 1 | 14 | 12 | +2   | .667 | —  |
| 3 | Venezuela        | 3 | 1 | 2 | 9  | 9  | 0    | .333 | 1  |
| 4 | Porto Rico H     | 3 | 1 | 2 | 10 | 11 | -1   | .333 | 1  |

| Date         | Heure locale | Visiteur         | Score | Hôte             | Stade                 | Temps de jeu | Affluence |
| ------------ | ------------ | ---------------- | ----- | ---------------- | --------------------- | ------------ | --------- |
| 12 mars 2006 | 14:00        | Cuba             | 7-2   | Venezuela        | Hiram Bithorn Stadium | 2:56         | 13 697    |
| 12 mars 2006 | 21:00        | Porto Rico       | 7-1   | Rép. dominicaine | Hiram Bithorn Stadium | 3:01         | 19 692    |
| 13 mars 2006 | 14:00        | Rép. dominicaine | 7-3   | Cuba             | Hiram Bithorn Stadium | 3:48         | 6 594     |
| 13 mars 2006 | 20:00        | Venezuela        | 6-0   | Porto Rico       | Hiram Bithorn Stadium | 3:09         | 19 400    |
| 14 mars 2006 | 20:00        | Venezuela        | 1-2   | Rép. dominicaine | Hiram Bithorn Stadium | 3:02         | 13 007    |
| 15 mars 2006 | 20:00        | Cuba             | 4-3   | Porto Rico       | Hiram Bithorn Stadium | 3:56         | 19 773    |

## Phase finale

### Tableau
|  | Demi-finales     | Demi-finales     | Demi-finales | Demi-finales |      |      | Finale       | Finale       | Finale       | Finale       |
|  |                  |                  |              |              |      |      |              |              |              |              |
|  | 18 mars 2006     | 18 mars 2006     | 18 mars 2006 | 18 mars 2006 |      |      | 20 mars 2006 | 20 mars 2006 | 20 mars 2006 | 20 mars 2006 |
|  | Cuba             | Cuba             | 3            | 3            |      |      | 20 mars 2006 | 20 mars 2006 | 20 mars 2006 | 20 mars 2006 |
|  | Cuba             | Cuba             | 3            | 3            |      |      | 20 mars 2006 | 20 mars 2006 | 20 mars 2006 | 20 mars 2006 |
|  | Rép. dominicaine | Rép. dominicaine | 1            | 1            |      |      | 20 mars 2006 | 20 mars 2006 | 20 mars 2006 | 20 mars 2006 |
|  | Rép. dominicaine | Rép. dominicaine | 1            | 1            | Cuba | Cuba | 6            | 6            |              |              |
|  | 18 mars 2006     |                  |              |              | Cuba | Cuba | 6            | 6            |              |              |
|  |                  |                  | Japon        | Japon        | 10   | 10   |              |              |              |              |
|  | Japon            | Japon            | Japon        | Japon        | 10   | 10   | 6            | 6            |              |              |
|  | Japon            | Japon            |              |              |      |      |              | 6            |              |              |
|  | Corée du Sud     | Corée du Sud     | 0            | 0            |      |      |              |              |              |              |
|  | Corée du Sud     | Corée du Sud     | 0            | 0            |      |      |              |              |              |              |

### Demi-finales
| Cuba | 0 | 0 | 0 | 0 | 0 | 0 | 3 | 0 | 0 | 3 | 12 | 3 |
| Rép. dominicaine | 0 | 0 | 0 | 0 | 0 | 1 | 0 | 0 | 0 | 3 | 8  | 1 |
| Lanceurs partants : CUB : Pedro Luis Lazo DOM : Odalis Pérez Vic. : Pedro Luis Lazo (1-0) Déf. : Odalis Pérez (2-1) |   |   |   |   |   |   |   |   |   |   |    |   |

| Japon | 0 | 0 | 0 | 0 | 0 | 0 | 5 | 1 | 0 | 6 | 11 | 0 |
| Corée du Sud | 0 | 0 | 0 | 0 | 0 | 0 | 0 | 0 | 0 | 0 | 4  | 0 |
| Lanceurs partants : JPN : Koji Uehara KOR : Jun Byung-doo Vic. : Koji Uehara (2-0) Déf. : Jun Byung-doo (0-1) HRs : JPN : Kosuke Fukudome (1), Hitoshi Tamura (1) |   |   |   |   |   |   |   |   |   |   |    |   |

### Finale
| Japon | 4 | 0 | 0 | 0 | 2 | 0 | 0 | 0 | 4 | 10 | 10 | 3 |
| Cuba | 1 | 0 | 0 | 0 | 0 | 2 | 0 | 2 | 1 | 6  | 11 | 1 |
| Lanceurs partants : JPN : Daisuke Matsuzaka CUB : Ormari Romero Vic. : Daisuke Matsuzaka (3-0) Déf. : Ormari Romero (2-1) Sauv. : Akinori Otsuka (1) HRs: CUB : Eduardo Paret (1), Frederich Cepeda (1) |   |   |   |   |   |   |   |   |   |    |    |   |

| Champion du monde - Classique mondiale 2006 Japon 1er titre |

## Classement final
| Place              | Équipe           | Parcours    |
| ------------------ | ---------------- | ----------- |
| Médaille d'or      | Japon            | Vainqueur   |
| Médaille d'argent  | Cuba             | Finaliste   |
| Médaille de bronze | Corée du Sud     | Demi-finale |
| 4                  | Rép. dominicaine | Demi-finale |
| 5                  | Porto Rico       | 2e tour     |
| 6                  | Mexique          | 2e tour     |
| 7                  | Venezuela        | 2e tour     |
| 8                  | États-Unis       | 2e tour     |
| 9                  | Canada           | 1er tour    |
| 10                 | Italie           | 1er tour    |
| 11                 | Pays-Bas         | 1er tour    |
| 12                 | Taïwan           | 1er tour    |
| 13                 | Australie        | 1er tour    |
| 14                 | Panama           | 1er tour    |
| 15                 | Chine            | 1er tour    |
| 16                 | Afrique du Sud   | 1er tour    |